# Susan La Flesche Picotte

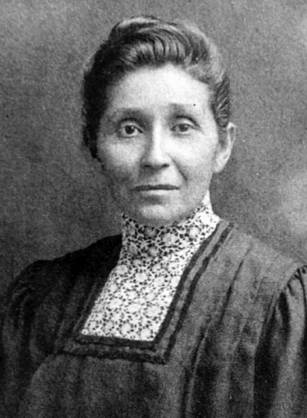
Doktor Susan La Flesche Picotte

Susan La Flesche Picotte (* 17. Juni 1865 bzw. 1866 im heutigen Thurston County; † 18. September 1915 in Walthill) war eine amerikanische Sozialreformerin und Ärztin aus dem Stamm der Omaha. Als erste Indianerin absolvierte sie ein Medizinstudium und engagierte sich für bessere Hygiene sowie für die Abstinenzbewegung und die Rechte ihres Volkes. Auf ihr Betreiben hin wurde das erste Krankenhaus in einem Indianerreservat gebaut, das nach ihrem Tod ihren Namen erhielt. Sie ist die jüngste Schwester der Reformerin Susette La Flesche und des Ethnologen Francis La Flesche.

## Leben

### Kindheit und Jugend
Susan La Flesche wurde als jüngstes Kind des letzten anerkannten Omaha-Häuptlings Joseph La Flesche (auch genannt Iron Eye) und seiner Ehefrau Mary Gale (auch genannt One Woman) geboren. Ihre älteren Schwestern waren Rosalie La Flesche Farley, Marguerite La Flesche Picotte und die Reformerin Susette La Flesche. Von ihrem Vater hatte sie obendrein einen Halbbruder, den Ethnologen Francis La Flesche und zwei Halbschwestern namens Lucy und Carey. Ihr Großvater väterlicherseits war ein französischer Pelzhändler gewesen, ihr Großvater mütterlicherseits der britische Militärarzt Dr. John Gale. Auf diese Weise kamen Susan und ihre Geschwister von klein auf in Berührung mit der weißen Kultur. Allerdings erlebten sie von Anfang an auch die Diskriminierung ihres Volkes, die sich u. a. in schlechter, medizinischer Versorgung äußerte. So saß Susan als Achtjährige am Sterbebett einer kranken Frau und wartete vergeblich auf den weißen Arzt, der sie viermal vertröstete, bis die Patientin schließlich starb. Sie sollte später schreiben: „Es war mir stets ein Bedürfnis, Medizin studieren, seit ich ein kleines Mädchen war, denn selbst damals sah ich, wie sehr mein Volk einen guten Arzt brauchte.“
Unterstützt wurde sie von ihrem fortschrittlich denkenden Vater. Obwohl Joseph La Flesche die Traditionen der Omaha nach wie vor respektierte und sie an seine Kinder weiterreichte, lebte er mit seiner Familie in einem Fachwerkhaus und ließ weder seine Töchter tätowieren noch die Ohren seines Sohnes durchstechen. Er vertrat die Meinung, dass die Indianer sich anpassen oder untergehen mussten, und schickte daher seine Töchter auf die presbyterianische Schule des Indianerreservats. Dort lernte Susan fließend Englisch zu sprechen und trat zum Christentum über. Mit 14 Jahren besuchte sie mit ihrer Schwester Marguerite die Mädchenschule in Elizabeth, New Jersey, wo sie u. a. das Pianospielen erlernte.

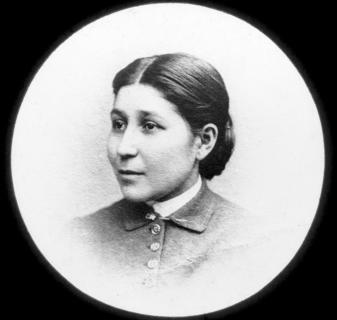
Susan La Flesche zum Zeitpunkt ihrer Graduierung 1889

Mit 17 Jahren kehrte sie zurück nach Hause, um zwei Jahre an der Missionsschule der Quäker im Reservat zu unterrichten. Dort traf sie die Ethnologin Alice Fletcher, die Susans Halbbruder Francis La Flesche adoptieren sollte und die von Juli bis Oktober 1883 unter rheumatischen Schmerzen litt. Beeindruckt von Susans Pflege ermutigte Fletcher sie, an das Hampton Institute in Virginia zu gehen, wo zu dieser Zeit sowohl befreite Schwarze als auch Indianer unterrichtet wurden. Durch ihr gemischtes Elternhaus hatte Susan keinerlei Schwierigkeiten bei der Anpassung an weiße Gepflogenheiten. Bei ihrer Abschlussrede betonte sie, wie wichtig es war, den Indianern den Zugang zu Bildung zu ermöglichen.

„Wir, die wir gebildet sind, müssen Pioniere der indianischen Zivilisation sein. Die Weißen haben einen hohen Grad der Zivilisation erreicht, doch wie viele Jahre haben sie dafür benötigt? Wir stehen eben erst am Anfang, daher versucht nicht uns niederzudrücken, sondern helft uns, höher hinaufzusteigen. Gebt uns eine Chance.“

Nach Abschluss der Schule arrangierte  Fletcher für Susan im Jahr 1886 ein Studium am Woman’s Medical College of Pennsylvania in Philadelphia. Bereits nach ihrem zweiten Studienjahr nutzte Susan ihre Kenntnisse, um den Omahas durch eine Masernepidemie zu helfen.  Am 14. März 1889 schloss sie ihr Studium als Beste von 36 jungen Frauen und erste indianische Ärztin ab.

### Ärztin im Reservat
Obwohl sie die Möglichkeit hatte, an der Ostküste zu bleiben, kehrte Susan am 5. August 1889 zurück nach Nebraska. Von der Regierung erhielt sie den Posten der Schulärztin und lebte in der Schule, der ihre Schwester Marguerite als Direktorin vorstand. Direkt neben der Schule befand sich ihr Büro und obwohl ihr gewöhnlicher Arbeitstag von 8 bis 22 Uhr dauerte, ließ sie die ganze Nacht hindurch eine Lampe im Fenster brennen, falls jemand Hilfe benötigte. Ab Dezember behandelte sie nicht mehr nur Kinder, sondern auch Erwachsene. Insbesondere Indianer, die den weißen Ärzten nicht trauten, suchten sie auf. Ihr weißer Kollege gab daraufhin seinen Posten auf, womit Susan die einzige Medizinerin für 1.244 Menschen auf einem Gebiet von ca. 3.496 km² war. Oft musste sie lange Fußmärsche bzw. Fahrten mit dem Einspänner machen, um ihre Patienten zu erreichen. Dabei behandelte sie im Durchschnitt 100 Patienten pro Monat. Die häufigsten Krankheiten im Reservat waren Tuberkulose, Cholera, Influenza, Malaria, Dysenterie und Konjunktivitis. Ihr Traum war es, ein Krankenhaus für ihr Volk zu errichten.

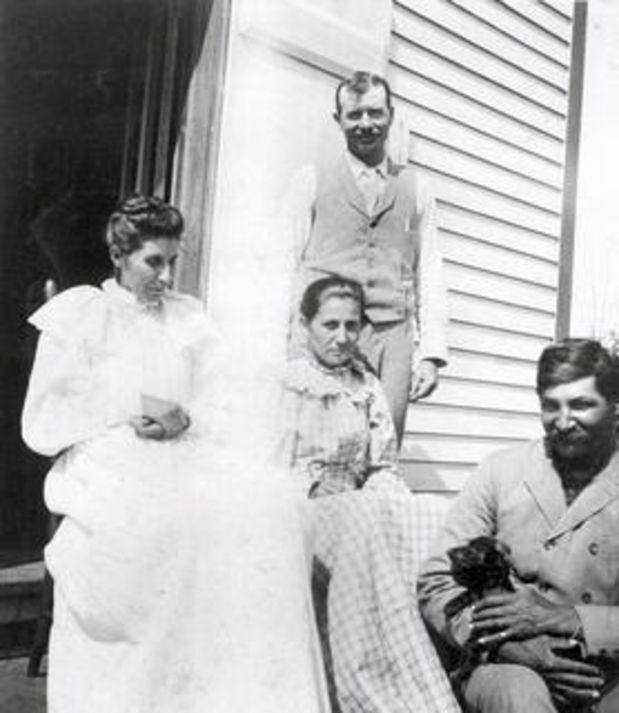
Susan La Flesche Picotte mit Marguerite La Flesche Picotte, Charles Picotte und Henry Picotte (v. l. n. r.)

Bereits in der Universität hatte Susan unter Atembeschwerden und Taubheit gelitten, diese aber für psychosomatische Symptome gehalten. Im Januar 1893 litt sie unter so heftigen Ohren-, Nacken- und Rückenschmerzen, dass sie eine Zeitlang das Bett hüten musste. Die anstrengende Arbeit hatte ihre Gesundheit zerrüttet und bis an ihr Lebensende wurde sie von chronischen Schmerzen und Atembeschwerden heimgesucht. Nach diesem Zusammenbruch trat sie von ihren offiziellen Pflichten als Schulärztin zurück und kümmerte sich eine Zeitlang um ihre verwitwete Mutter. Ein Jahr später heiratete sie den Sioux Henry Picotte, dessen verstorbener Bruder Charles mit ihrer Schwester Marguerite verheiratet gewesen war und zog mit ihm nach Bancroft. Hier gründete sie eine private Praxis, die Menschen aller Hautfarben offenstand.
Auch als Ehefrau und Mutter von zwei Söhnen praktizierte sie weiterhin als Ärztin, obwohl es für sie eine große Belastung war, all ihren Pflichten nachzukommen. Im Jahr 1897 erkrankte sie erneut so schwer, dass ihre Familie um ihr Leben bangte. In dieser Zeit spürte sie zum ersten Mal die Wertschätzung ihres Volkes, als sich nun die Omaha um sie kümmerten und ihr neuen Lebensmut gaben. Nach ihrer Genesung begann sie sich mehr und mehr für das Gesundheitswesen und bessere hygienische Bedingungen zu engagieren. So startete sie Kampagnen für die medizinische Inspektion von Schulen, gutes Schulgeschirr und saubere Trinkbrunnen. Ihr besonderes Augenmerk lag auf der Aufklärung über Tuberkulose. Durch ihre Vorträge sowie von ihr entworfene Poster wurde die Öffentlichkeit sensibilisiert für die Ansteckungsgefahr durch die gemeinsame Benutzung von Trinkbechern sowie durch die Stubenfliege.

### Soziale und politische Aktivitäten
Im Zuge ihrer Konvertierung zum Christentum war Susan entsprechend dem viktorianischen Frauenideal erzogen worden und fühlte sich daher auch für die seelische Gesundheit ihres Volkes zuständig. Neben ihrer Arbeit als Ärztin war sie daher ab 1891 als medizinische Missionarin der Women’s National Indian Association tätig. Zu ihren Aufgaben gehörte es, regelmäßige Berichte zu verfassen und Reden vor den Hilfsabteilungen zu halten. Im Gegenzug erhielt sie Spenden in Form von Kleidung, Geld und Versorgungsgütern. Sie und ihre Schwester Marguerite assistierten in den Gottesdiensten durch Singen und Übersetzungen und ermutigten die Omaha, entsprechend den christlichen Geboten zu heiraten und ihre Toten zu bestatten. Im Jahr 1905 wurde sie vom Presbyterian Board of Home Missions offiziell zur Missionarin der Omaha ernannt, woraufhin sie selbst Gottesdienste abhielt und die Bibel in ihrer Muttersprache vortrug. Zudem war sie Mitbegründerin der Walthill Presbyterian Church.

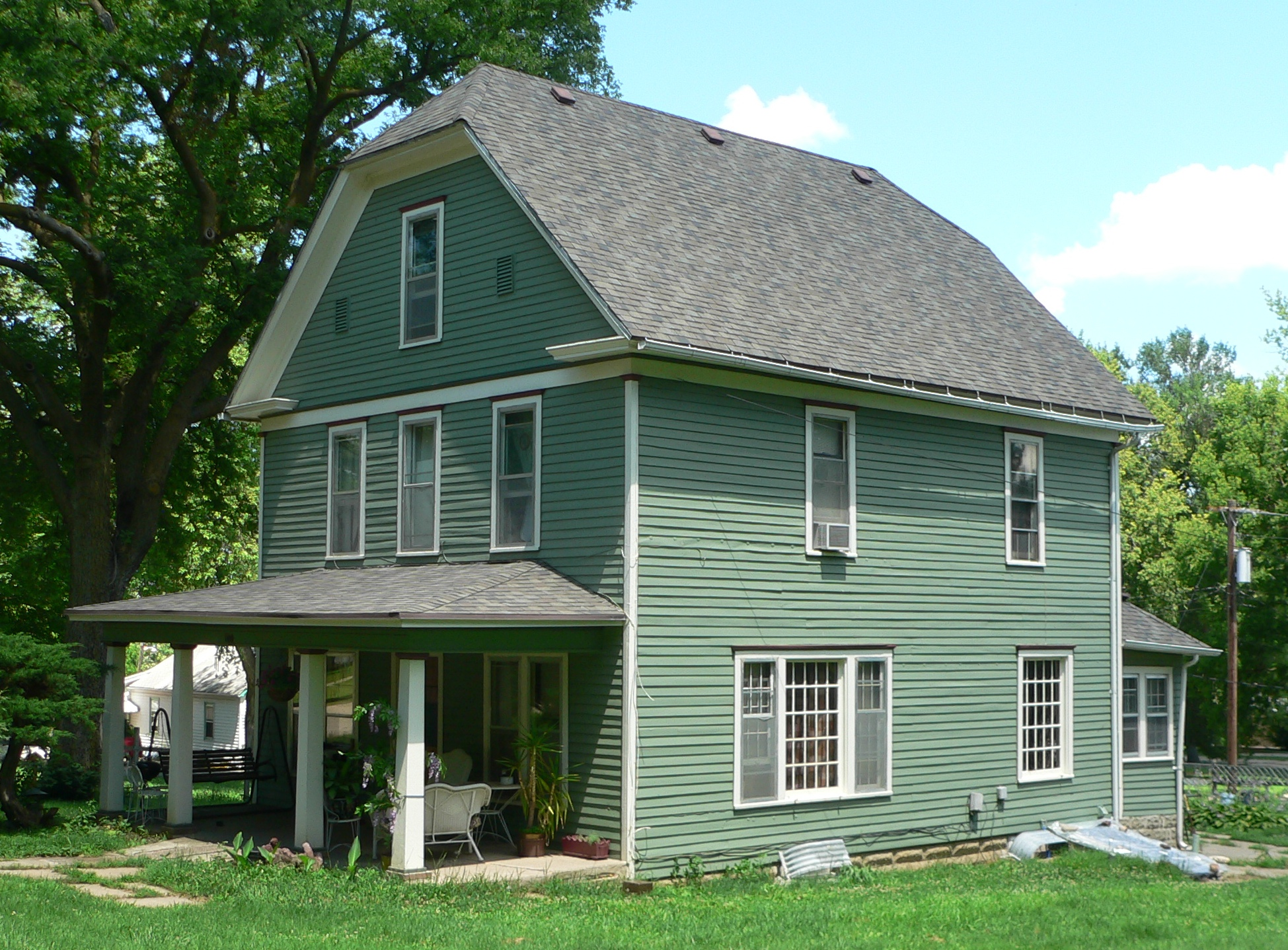
Susans Wohnhaus in Walthill von 1907–1915

Eine Herzensangelegenheit war für Susan der Kampf gegen den Alkoholmissbrauch, den sie als einen Hauptgrund für die soziale Verelendung der Omaha sah. Ihr Vater war strenger Antialkoholiker gewesen, nach seinem Tod allerdings erlebte der Alkohol einen Aufschwung im Reservat. Selbst Kinder waren betroffen und Susan sah mit Sorge, dass der Alkohol ihr Volk anfälliger für Tuberkulose machte. Ein trauriges Beispiel war ihr eigener Ehemann Henry Picotte, der nach jahrelangem Alkoholmissbrauch um 1905 selbst an der Krankheit starb. Als Witwe mit zwei kleinen Kindern und chronisch krank, zog Susan daraufhin nach Walthill, wo für sie 1907 ein Haus gebaut wurde, das heutige Dr. Susan La Flesche Picotte House. Um das Übel bei der Wurzel zu packen, setzte Susan sich für ein Alkoholverbot in Reservaten ein und erreichte schließlich, dass hochprozentiger Alkohol nicht mehr an Indianer verkauft werden durfte. Unterstützung erhielt sie von dem Indianeragenten John M. Commons, der ihr zur Seite stand und die Omaha in der Anlage von Gärten unterwies, so dass sie für ihren eigenen Lebensunterhalt sorgen konnten.

### Kampf für die Rechte der Omaha
Schon in der Vergangenheit hatte Susan die Omaha bei persönlichen, rechtlichen und finanziellen Schwierigkeiten unterstützt. Ihre Kenntnisse der weißen Kultur und ihre Kontakte zur Mission und zur Regierung wurden benötigt, als das Innenministerium der Vereinigten Staaten plante, die Restriktionen auf Omaha-Land beizubehalten. Dank der Aktivitäten von Alice Cunningham Fletcher war Nebraska seinerzeit vom Dawes Act ausgenommen worden und stand stattdessen unter dem Omaha Severalty Act vom 7. August 1882. 1885, mit dem Verteilen der entsprechenden Papiere, begann die 25-jährige Trust Period, während der das Land von der Regierung verwaltet wurde. Diverse Verordnungen hinderten die Omaha daran, Stammesgelder zu erhalten oder Land zu pachten, ohne dafür vor einem Komitee erscheinen zu müssen. Die Zusammenlegung der Agenturen für die Omaha und die Winnebago, die für die Omaha längere Wege bedeuteten sowie die Ablösung des ihnen wohlgesinnten Agenten John M. Commons wurden als zusätzliche Schikanen betrachtet. Erschwerend kam hinzu, dass sie nicht als Bürger der Vereinigten Staaten betrachtet wurden und somit rein rechtlich kein Land besitzen durften.
Im Jahr 1910 lief die Frist der Trust Period aus. Mit der Begründung, dass die Indianer rückständig und ungebildet waren, versuchten diverse Regierungsbeamte eigenmächtig die Frist um 10 Jahre zu verlängern, woraufhin Susan aktiv wurde. Obwohl sie in dieser Zeit kaum von einer schweren Krankheit genesen war – eigenen Angaben nach Neurasthenie – schrieb sie Briefe an Regierungsangestellte und protestierte entschieden gegen diese Diskriminierung ihres Volkes, das sie als unabhängig und eigenständig beschrieb. Tatsächlich war die Analphabetenrate der Omaha um einiges niedriger als die anderer Stämme. Am 7. Februar 1910 gipfelte ihre politische Aktivität in einem Besuch in Washington, D.C., wohin sie als Führerin einer vierköpfigen Delegation geschickt worden war. Ihr Einsatz war erfolgreich, so dass die Omaha als kompetent genug für Landpachtung und Stammesgelder betrachtet wurden und die Trust Period endgültig auslief.

### Die letzten Jahre

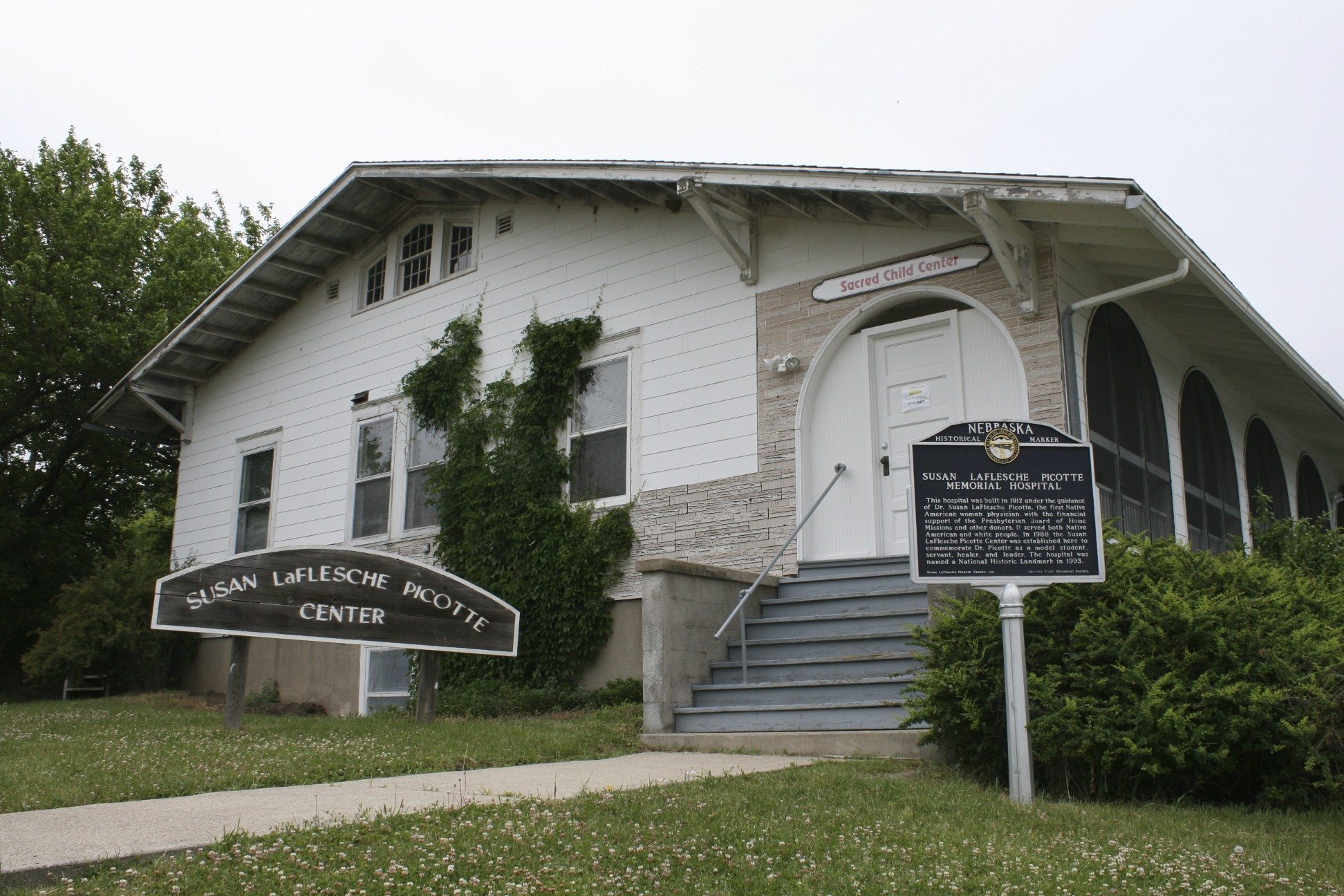
Susan La Flesche Picotte Hospital

Nach fast dreißig Jahren unermüdlicher Lobbyarbeit konnte Susan 1913 in Walthill ein Krankenhaus eröffnen, das erste auf dem Gebiet eines Indianerreservats, das ohne die Hilfe der Regierung gebaut worden war. Solange ihre schwächelnde Gesundheit es zuließ, fungierte sie als Belegärztin, verlor jedoch allmählich ihr Gehör. Am 18. September 1915 starb sie im Alter von 50 Jahren an Knochenkrebs. Einen Tag später fand ihre Beisetzung auf dem Bancroft Cemetery statt, wo Susan an der Seite ihres Ehemanns bestattet wurde. Der Gottesdienst wurde von drei christlichen Geistlichen abgehalten, während das Abschlussgebet von einem Stammesältesten der Omaha gesprochen wurde. Kurz nach ihrem Tod wurde das von ihr gegründete Walthill Hospital umbenannt in das Dr. Susan LaFlesche Picotte Memorial Hospital, in dem bis in die 1940er Patienten behandelt wurden. Später wurde es als Altenpflegeheim genutzt, bis es im Jahr 1989 restauriert wurde. Heutzutage ist es das Susan La Flesche Picotte Center, ein Museum und seit 1992 Teil des National Register of Historic Places. Ihr einstiges Wohnhaus wurde am 10. November 2009 als das Dr. Susan La Flesche Picotte House ebenfalls in das Register eingetragen.

## Nachkommen
Die Ehe mit Henry Picotte brachte zwei Söhne hervor.
- Pierre Picotte (* 1896)
- Caryl Picotte (* 1898)